# ОФК шампионат у фудбалу за жене 2022. група А
Група А ОФК Купа женских нација 2022. је прва од три сета у групној фази ОФК Купа нација за жене 2022. која се одржала од 13. јула 2022. до 19. јула 2022. године. Група се састојала од Тонге, Кукових острва и Самое. Прва два тима су се аутоматски квалификовала за првих осам у нокаут фази, док се треће место компаративно оцењује са осталим трећепласираним тимовима на основу система фудбалских рангирања за последња два места.

## Екипе
| Жреб позиција | Екипа         | Шешир | Финално учешће | Најбољи резултат         | ФИФА рангирање |
| ------------- | ------------- | ----- | -------------- | ------------------------ | -------------- |
| A1            | Тонга         | 1     | 5.             | Треће место (2007)       | 92             |
| A2            | Кукова Острва | 2     | 5.             | Треће место (2010, 2014) | 102            |
| A3            | Самоа         | 3     | 4.             | Четврто место (2003)     | 109            |

## Табела
| Pos | Тим           | О | П | Н | И | ГД | ГП | ГР | Бод. | Qualification |
| --- | ------------- | - | - | - | - | -- | -- | -- | ---- | ------------- |
| 1   | Самоа         | 2 | 2 | 0 | 0 | 3  | 0  | +3 | 6    | Нокаут фаза   |
| 2   | Кукова Острва | 2 | 0 | 1 | 1 | 1  | 2  | −1 | 1    | Нокаут фаза   |
| 3   | Тонга         | 2 | 0 | 1 | 1 | 1  | 3  | −2 | 1    | Нокаут фаза   |

## Утакмице

### Самоа и Тонга
| Самоа                                 | 2 : 0                          | Тонга |
| ------------------------------------- | ------------------------------ | ----- |
| - Моник Фишер 28’ - Џајда Стјуарт 70’ | Извештај (ФИФА) Извештај (ОФК) |       |

### Тонга и Кукова Острва
| Тонга             | 1 : 1                          | Кукова Острва        |
| ----------------- | ------------------------------ | -------------------- |
| - Киана Свифт 73’ | Извештај (ФИФА) Извештај (ОФК) | - Лирик Дејвисон 49’ |

### Кукова Острва и Самоа
| Кукова Острва | 0 : 1                          | Самоа               |
| ------------- | ------------------------------ | ------------------- |
|               | Извештај (ФИФА) Извештај (ОФК) | - Џајда Стјуарт 14’ |

## Правила
Фер-плеј бодови би били коришћени као тај-брејк у групи да су укупни и међусобни рекорди тимова били изједначени, или да су тимови имали исти рекорд у рангирању трећепласираних тимова. Они су израчунати на основу жутих и црвених картона добијених у свим групним утакмицама на следећи начин:[5]:
- жути картон = 1 бод
- црвени картон као резултат два жута картона = 3 бода
- директан црвени картон = 3 бода
- жути картон праћен директним црвеним картоном = 4 бода

| Екипа         | 1. утакмица | 1. утакмица                   | 1. утакмица | 1. утакмица            | 2. утакмица | 2. утакмица                   | 2. утакмица | 2. утакмица            | Бодови |
| Екипа         | Жути картон | Yellow card · Yellow-red card | Red card    | Yellow card · Red card | Жути картон | Yellow card · Yellow-red card | Red card    | Yellow card · Red card | Бодови |
| ------------- | ----------- | ----------------------------- | ----------- | ---------------------- | ----------- | ----------------------------- | ----------- | ---------------------- | ------ |
| Тонга         |             |                               |             |                        |             |                               |             |                        | 0      |
| Кукова Острва |             |                               |             |                        | 2           |                               |             |                        | –2     |
| Самоа         |             |                               |             |                        |             |                               |             |                        | 0      |